# Un crime dans la tête (film, 2004)
Pour les articles homonymes, voir Un crime dans la tête.
Pour plus de détails, voir Fiche technique et Distribution.
Un crime dans la tête ou Le Candidat mandchou au Québec (The Manchurian Candidate) est un thriller américain réalisé par Jonathan Demme et sorti en 2004.
Il s'agit d'un remake du film du même nom réalisé par John Frankenheimer et sorti en 1962 avec Frank Sinatra dans le rôle principal, film qui était lui-même adapté d'un roman de Richard Condon.
Il y a quelques années, une nuit, durant la guerre du Golfe, le capitaine Marco et ses hommes furent victimes d'une embuscade et n'eurent la vie sauve que grâce à l'intervention héroïque du sergent Shaw, devenu désormais l'un des candidats les plus sérieux à la fonction de vice-président des États-Unis. Quant à Marco, devenu commandant, il ne cesse de rêver de cette fameuse nuit ; mais ce dont il rêve est bien différent de ce dont il croit se souvenir.

## Synopsis
Le major Bennett « Ben » Marco raconte à une assemblée composée de scouts et d'adultes lorsqu'il commandait une unité de l'armée américaine, pendant la guerre du Golfe en 1991. Son équipe était tombée dans une embuscade au  Koweït. Après ces évènements, le sergent-chef Raymond Shaw a reçu la médaille d'honneur pour avoir affronté seul l'ennemi et avoir mené tous les hommes de la patrouille en sécurité, sauf deux, pendant trois jours à travers le désert. Après la conférence, Ben est abordé par Al Melvin, l'un des anciens soldats de son équipe. Très perturbé et agité, l'homme lui raconte ses souvenirs, confus, et ses rêves concernant leur patrouille prise en embuscade. Bien que manifestement atteint de troubles mentaux, il montre à Marco ses dessins d'images de ses rêves. 
De son côté, Raymond Shaw est devenu une personnalité politique. Aujourd'hui membre du Congrès, sa mère — la sénatrice de Virginie Eleanor Prentiss Shaw — use de son influence pour obtenir sa nomination à la vice-présidence. Peu connu du grand public, Raymond est opposé au favori, le sénateur expérimenté Tom Jordan. Distant, solitaire et réservé, Shaw s'ouvre à sa mère, bien qu'il lui veuille encore du mal pour son rôle dans la rupture de sa relation avec son amour d'enfance, Jocelyn, la fille du sénateur Jordan, avant son engagement dans l'armée.
Après avoir parlé à Melvin, Ben Marco commence également à rêver de cette mission, au cours de laquelle lui et le reste de la patrouille sont capturés, torturés et soumis à un lavage de cerveau. Marco décide d'enquêter sur ce qui s'est réellement passé. Il se rend à New York. Dans le train, il rencontre Rosie, une employée de supermarché au caractère avenant, qui l'a déjà identifié. Elle lui propose de l'héberger à New York. Alors qu'il prend sa douche chez elle, Marco sent une petite bosse dans le haut de son dos. Il creuse l'endroit avec un couteau et en retire un minuscule objet métallique, qu'il laisse tomber accidentellement dans le lavabo de la salle de bains après que Rosie, ayant entendu les cris de détresse subtils de Marco, se soit introduite de force à l'intérieur.
Marco se rend au siège de campagne de Raymond Shaw. Il le plaque au sol et mord dans le dos de Shaw, pour lui retirer son implant qu'il soupçonne s'y trouver. Marco est arrêté, mais est ensuite relâché lorsque Shaw décide de ne pas porter plainte. De retour à l'appartement de Rosie, Marco récupère l'implant de Shaw qu'il avait retiré et caché dans sa bouche pendant sa détention. Marco le fait analyser par son ami Delp, qu'il a jadis aidé à sortir d'Albanie. Le vieil homme suppose que l'implant était destiné au stockage de données médicales d'urgence. Il se souvient également de l'existence d'un projet parallèle portant sur divers types d'implants, financé par Manchurian Global, une puissante société bénéficiant d'importantes connexions politiques, dont la sénatrice Eleanor Shaw. À sa demande, Delp administre à Ben une thérapie électroconvulsive au méthohexital. L'ancien major commence alors à se souvenir plus clairement du lavage de cerveau qu'il a subi lors de la mission embusquée. Il comprend que lui et Shaw ont été contraints de tuer les deux soldats disparus de sa patrouille. Il commence à soupçonner qu'il est surveillé et trouve dans le sac à main de Rosie des microcassettes contenant un fichier d'informations le concernant. Ces cassettes contiennent des enregistrements de ses conversations avec Rosie.
Ben mène des recherches sur Manchurian Global à la bibliothèque publique. Cela le mène au Dr Atticus Noyle, généticien sud-africain accusé d'expérimentation humaine sur des prisonniers politiques pendant l'apartheid et impliqué dans des recherches scientifiques sur de nouveaux implants mémoriels pour Manchurian Global. Ben présente ses conclusions au sénateur Jordan. Ce dernier confronte ensuite les Shaw en soulignant les liens évidents entre les travaux du Dr Noyle sur la modification comportementale par implants profonds, financés par une bourse de recherche de Manchurian Global pendant l'opération Tempête du désert, la disparition de la patrouille de Marco et Shaw pendant trois jours dans le désert, et les rêves et souvenirs ultérieurs des membres de la patrouille. Il suggère à Shaw de se retirer de la campagne. Au lieu de cela, Eleanor « active » Shaw et lui ordonne de tuer Jordan. Celui est noyé par Raymond qui tue également sa fille Jocelyn, qui tentait de l'arrêter.
De son côté, Marco confronte Rosie après avoir trouvé les cassettes. Celle-ci lui révèle qu'elle travaille pour une unité spéciale du FBI et qu'elle le suit depuis quelque temps. Ayant découvert un implant chez Melvin, qui, comme tous les autres membres de la patrouille de Shaw et Marco, est décédé mystérieusement, le FBI organise une rencontre secrète entre Marco et Shaw pour les convaincre qu'ils ont subi un lavage de cerveau dans le cadre d'un complot d'assassinat, qui se déroule au moment même où le gouverneur Arthur et Raymond vont accéder à la Maison-Blanche. Raymond Shaw reçoit un appel téléphonique d'Eleanor Shaw destiné à Marco et, à l'aide de mots déclencheurs, donne à Marco l'ordre d'assassiner le président élu Robert Arthur afin que Shaw devienne président, et admet l'avoir volontairement livré aux laveurs de cerveau pour le bien du pays ; Raymond Shaw résiste aux techniques de contrôle mental, renforcée par la mort de Jocelyn.
Shaw se place délibérément entre Marco, fasciné, et le président élu. Alors que Rosie se précipite à travers la foule pour retrouver Marco, Shaw regarde la bouche d'aération où Marco se cache et hoche la tête, signe de le tuer, lui et sa mère. Shaw danse avec sa mère et les guide vers la position indiquée, où Marco les tue tous les deux d'un seul coup de fusil. Marco s'apprête à se suicider, mais voyant le hochement de tête de Shaw, Rosie arrive et l'empêche de se suicider en le blessant.
Le FBI accuse un ancien employé de Manchurian Global, Klaus Bachman, d'être le tireur. Les dirigeants mandchous assistent, défaits, à la révélation de leur complot à la télévision. Rosie emmène Marco sur l'île isolée où il a été conditionné. Après avoir repensé à son séjour là-bas, Marco jette à la mer une photo de son unité et la médaille d'honneur de Shaw.

## Fiche technique
Sauf indication contraire, les informations mentionnées dans cette section peuvent être confirmées par les bases de données cinématographiques IMDb et Allociné,  présentes dans la section « Liens externes ».
- Titre français : Un crime dans la tête
- Titre original : The Manchurian Candidate
- Titre québécois : Le Candidat mandchou
- Réalisation : Jonathan Demme
- Scénario : Daniel Pyne et Dean Georgaris, d'après le film Un crime dans la tête (1962), lui-même adapté d'un roman de Richard Condon
- Musique : Rachel Portman
- Photographie : Tak Fujimoto
- Montage : Carol Littleton et Craig McKay
- Production : Jonathan Demme, Ilona Herzberg, Scott Rudin et Tina Sinatra
- Société de production : Scott Rudin Productions
- Distribution : Paramount Pictures
- Pays de production :  États-Unis
- Genre : thriller
- Durée : 130 minutes
- Budget : 80 millions de dollars
- Dates de sortie[2] :
  - États-Unis : 30 juillet 2004
  - France : 3 novembre 2004
  - Suisse romande : 3 novembre 2004
  - Belgique : 17 novembre 2004
- Classification[3] :
  - États-Unis : R
  - France : tous publics

## Distribution
- Denzel Washington (VF : Emmanuel Jacomy ; VQ : Jean-Luc Montminy) : le capitaine Bennett « Ben » Marco
- Meryl Streep (VF : Frédérique Tirmont ; VQ : Marie-Andrée Corneille) : la sénatrice Eleanor Prentiss Shaw
- Liev Schreiber (VF : Julien Kramer ; VQ : Pierre Auger) : le représentant Raymond Prentiss Shaw
- Jon Voight (VF : Claude Giraud ; VQ : Jean-Marie Moncelet) : le sénateur Thomas Jordan
- Kimberly Elise (VF : Emmanuelle Rivière ; VQ : Camille Cyr-Desmarais) : Rosie
- Jeffrey Wright (VF : Gilles Morvan ; VQ : Manuel Tadros) : Al Melvin
- Ted Levine (VF : Bernard-Pierre Donnadieu) : le colonel Howard
- Bruno Ganz (VF : Georges Claisse) : Delp
- Miguel Ferrer (VF : Gérard Rinaldi) : le colonel Garrett
- Dean Stockwell (VF : Claude Brosset ; VQ : Thomas Donohue) : Mark Whiting
- Jude Ciccolella (VF : Jean Barney) : David Donovan
- Simon McBurney (VF : Edgar Givry ; VQ : François Sasseville) : Atticus Noyle
- Vera Farmiga (VF : Virginie Méry ; VQ : Anne Dorval) : Jocelyne Jordan
- Obba Babatundé (VF : Gabriel Le Doze ; VQ : Gilbert Lachance) : le sénateur Wells
- Željko Ivanek (VF : Hervé Jolly) : Vaughn Utly
- John Bedford Lloyd : Jay « J. B. » Johnston
- Anthony Mackie : le soldat Robert Baker
- Tom Stechschulte (VF : Guy Chapelier) : Robert Arthur
- Robyn Hitchcock (VF : Patrick Mancini ; VQ : Sylvain Hétu) : Laurent Tokar
- Charles Napier (VF : Patrice Melennec) : le général Sloan
- Pablo Schreiber : Eddie Ingram
- Adam LeFevre (VF : Jean-Jacques Nervest) : le représentant Healy
- Ann Dowd : la représentante Becket
- Harry Northup : le représentant Flores
- Robert Castle (VF : Robert Darmel) : le général Wilson
- Sidney Lumet : un expert politique
- Anna Deavere Smith : une experte politique
- Fab 5 Freddy : un expert politique
- Roger Corman : M. le secrétaire
- Al Franken : le commentateur TV
- Walter Mosley : Rawlins
- Edwidge Danticat : la cousine de Rosie

## Production
En 1991, Tina Sinatra (en) suggère à son père Frank Sinatra — qui jouait dans le film original — de produire une version plus contemporaine du film. Elle officie donc comme productrice du projet avec comme ambition « de préserver la dimension humaine de cette histoire » tout en la plaçant dans un contexte de l'époque « il m'a semblé approprié de remplacer la Corée de la Guerre froide par le Koweït de 1991, compte tenu de l'importance de cette région sur l'échiquier politique ». Brian De Palma a été un temps envisagé pour réaliser ce film mais cela a finalement été rejetée par le producteur Scott Rudin. Neil Jordan a également été considéré pour le poste de réalisateur.
Pour plus de véracité, la production s'attache les services du Dr Jay Lombard, directeur du Brain Behavior Center de Nyack et spécialiste de la neurologie.
Le tournage a lieu à New York et ses environs (Northport sur Long Island, jardin botanique de New York dans le Bronx, Manhattan, Kaufman Astoria Studios, Yonkers, ...) et dans le New Jersey (West Creek).

## Sortie et accueil

### Critiques
Sur le site d'agrégation de critiques Rotten Tomatoes, le film obtient 79% d'avis favorables, pour 209 critiques. Le consensus suivant résumé les avis collectés : « Bien que n'étant pas un classique comme son prédécesseur, cette mise à jour est bien jouée et évoque une résonance effrayante. » Sur le site Metacritic, qui utilise une moyenne pondérée, le film obtient la note de 76⁄100 pour 41 critiques.
En France, le site Allociné propose une note moyenne de 3,3⁄5 basée sur 20 titres de presse.

### Box-office
| Pays ou région     | Box-office      | Date d'arrêt du box-office | Nombre de semaines |
| ------------------ | --------------- | -------------------------- | ------------------ |
| France             | 349 462 entrées | -                          | -                  |
| États-Unis, Canada | 65 955 630 $    | 18 novembre 2004           | 16                 |
| Total mondial      | 96 105 910 $    | -                          | -                  |

## Distinctions
(en) Récompenses pour Un crime dans la tête sur l’Internet Movie Database

### Nominations
- 31e cérémonie des Saturn Awards :
  - Meilleur film d'action / aventures / thriller
  - Meilleur acteur dans un second rôle (Liev Schreiber)
  - Meilleure actrice dans un second rôle (Meryl Streep)
- 31e cérémonie des Saturn Awards :
  - Meilleure actrice dans un rôle secondaire (Meryl Streep)
- Black Reel Awards :
  - Meilleur acteur dans un second rôle (Jeffrey Wright)
  - Meilleure actrice dans un rôle secondaire (Meryl Streep)

## À propos du film
Le film fait plusieurs références à la version originale de 1962 :
- Au début du film, Marco, Shaw et leurs compagnons jouent aux cartes : les cartes jouent dans la version de 1962 un rôle similaire à celui du téléphone dans la version de 2004.
- Le nom du personnage d'Atticus Noyle est l'anagramme de Yen Lo, le personnage chinois qui avait le même rôle dans la version de 1962.
- La multinationale au cœur du complot s'appelle Manchurian Global et remplace en tant que protagoniste principal les communistes chinois de la version de 1962.

Pablo Schreiber et Liev Schreiber sont demi-frères.